# Alexandr Dmitrijevič Petrov
Alexandr Dmitrijevič Petrov (rusky Александр Дмитриевич Петров; 1. únorajul./ 12. února 1794greg.,  Biserovo, Pskovská gubernie – 22. dubna 1867, Varšava) byl ruský šachový mistr, jeden z nejsilnějších šachistů 19. století.

## Život
Alexandr Dmitrijevič Petrov byl občanským povoláním profesor strojírenství na Petrohradské universitě, a to až do svého odjezdu do Varšavy v roce 1840, kde působil jako vládní zaměstnanec a hrál zde s předními varšavskými šachovými mistry, např. s Hieronimem Ignacym Czarnowskim (1834–1902), Simonem Winawerem a dalšími. Nezúčastňoval se turnajů, v zápasech však porazil všechny své potenciální konkurenty a byl tak považován za nejsilnějšího hráče Ruska: roku 1844 porazil svého největšího soupeře, petrohradského šachového mistra finského původu Karla Friedricha Jänische 2:1, roku 1853 a 1859 Sergeje Semjonoviče Urusova (1827–1897) 2:0 (=2), resp. 12:7 (=1) a roku 1862 Ilju Stěpanoviče Šumova (1819–1881) 4:2.

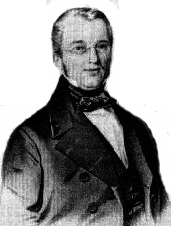
Alexandr Dmitrijevič Petrov

Během lednového povstání v letech 1863–1864 pobýval Petrov v Paříži, kde hrál mimo jiné např. s francouzským šachistou Paulem Journoudem.
Ačkoliv téměř neopouštěl území carského impéria a nikdy se nestřetl s velikány šachu ze západních zemí, byl přesto mezi nimi uznáván jako neopominutelná veličina – pouze na základě záznamů partií a šachových studií. V roce 1824 vydal Petrov první rusky psanou učebnici šachu Шахматная игра, приведенная в систематический порядок (Šachová hra v systematickém pořádku), od roku 1845 byl redaktorem první ruské šachové rubriky v časopise Иллюстрация (Ilustrace) a psal také humoristické črty ze šachového života Сцены из жизни шахматных игроков (1833, Scény ze života šachových hráčů).
Petrov hodně navazoval na Philidora, jehož učení opravil a rozvinul, sám byl proto někdy nazýván Ruský, resp. Nový Philidor. Podrobně rozpracoval teorii Ruské hry, která je proto někdy nazývána Petrovova obrana. Je též považován za jednoho z největších skladatelů šachových studií v historii, mnohé jeho skladby jsou dnes považovány za klasické.

## Knihy
- Руководство к основательному познанию шашечной игры (1827, Průvodce k základnímu poznání šachové hry)

## Vybrané partie
|   | a | b | c | d | e | f | g | h |   |
| 8 | a8 černý věž · c8 černý střelec · d8 černý dáma · e8 černý král · h8 černý věž · a7 černý pěšec · b7 černý pěšec · c7 černý pěšec · d7 černý pěšec · f7 bílý jezdec · g7 černý pěšec · h7 černý pěšec · c5 černý střelec · d5 černý jezdec · e5 bílý pěšec · g3 bílý král · a2 bílý pěšec · b2 bílý střelec · g2 bílý pěšec · h2 bílý pěšec · a1 bílý věž · b1 bílý jezdec · d1 bílý dáma · h1 bílý věž | a8 černý věž · c8 černý střelec · d8 černý dáma · e8 černý král · h8 černý věž · a7 černý pěšec · b7 černý pěšec · c7 černý pěšec · d7 černý pěšec · f7 bílý jezdec · g7 černý pěšec · h7 černý pěšec · c5 černý střelec · d5 černý jezdec · e5 bílý pěšec · g3 bílý král · a2 bílý pěšec · b2 bílý střelec · g2 bílý pěšec · h2 bílý pěšec · a1 bílý věž · b1 bílý jezdec · d1 bílý dáma · h1 bílý věž | a8 černý věž · c8 černý střelec · d8 černý dáma · e8 černý král · h8 černý věž · a7 černý pěšec · b7 černý pěšec · c7 černý pěšec · d7 černý pěšec · f7 bílý jezdec · g7 černý pěšec · h7 černý pěšec · c5 černý střelec · d5 černý jezdec · e5 bílý pěšec · g3 bílý král · a2 bílý pěšec · b2 bílý střelec · g2 bílý pěšec · h2 bílý pěšec · a1 bílý věž · b1 bílý jezdec · d1 bílý dáma · h1 bílý věž | a8 černý věž · c8 černý střelec · d8 černý dáma · e8 černý král · h8 černý věž · a7 černý pěšec · b7 černý pěšec · c7 černý pěšec · d7 černý pěšec · f7 bílý jezdec · g7 černý pěšec · h7 černý pěšec · c5 černý střelec · d5 černý jezdec · e5 bílý pěšec · g3 bílý král · a2 bílý pěšec · b2 bílý střelec · g2 bílý pěšec · h2 bílý pěšec · a1 bílý věž · b1 bílý jezdec · d1 bílý dáma · h1 bílý věž | a8 černý věž · c8 černý střelec · d8 černý dáma · e8 černý král · h8 černý věž · a7 černý pěšec · b7 černý pěšec · c7 černý pěšec · d7 černý pěšec · f7 bílý jezdec · g7 černý pěšec · h7 černý pěšec · c5 černý střelec · d5 černý jezdec · e5 bílý pěšec · g3 bílý král · a2 bílý pěšec · b2 bílý střelec · g2 bílý pěšec · h2 bílý pěšec · a1 bílý věž · b1 bílý jezdec · d1 bílý dáma · h1 bílý věž | a8 černý věž · c8 černý střelec · d8 černý dáma · e8 černý král · h8 černý věž · a7 černý pěšec · b7 černý pěšec · c7 černý pěšec · d7 černý pěšec · f7 bílý jezdec · g7 černý pěšec · h7 černý pěšec · c5 černý střelec · d5 černý jezdec · e5 bílý pěšec · g3 bílý král · a2 bílý pěšec · b2 bílý střelec · g2 bílý pěšec · h2 bílý pěšec · a1 bílý věž · b1 bílý jezdec · d1 bílý dáma · h1 bílý věž | a8 černý věž · c8 černý střelec · d8 černý dáma · e8 černý král · h8 černý věž · a7 černý pěšec · b7 černý pěšec · c7 černý pěšec · d7 černý pěšec · f7 bílý jezdec · g7 černý pěšec · h7 černý pěšec · c5 černý střelec · d5 černý jezdec · e5 bílý pěšec · g3 bílý král · a2 bílý pěšec · b2 bílý střelec · g2 bílý pěšec · h2 bílý pěšec · a1 bílý věž · b1 bílý jezdec · d1 bílý dáma · h1 bílý věž | a8 černý věž · c8 černý střelec · d8 černý dáma · e8 černý král · h8 černý věž · a7 černý pěšec · b7 černý pěšec · c7 černý pěšec · d7 černý pěšec · f7 bílý jezdec · g7 černý pěšec · h7 černý pěšec · c5 černý střelec · d5 černý jezdec · e5 bílý pěšec · g3 bílý král · a2 bílý pěšec · b2 bílý střelec · g2 bílý pěšec · h2 bílý pěšec · a1 bílý věž · b1 bílý jezdec · d1 bílý dáma · h1 bílý věž | 8 |
| 7 | a8 černý věž · c8 černý střelec · d8 černý dáma · e8 černý král · h8 černý věž · a7 černý pěšec · b7 černý pěšec · c7 černý pěšec · d7 černý pěšec · f7 bílý jezdec · g7 černý pěšec · h7 černý pěšec · c5 černý střelec · d5 černý jezdec · e5 bílý pěšec · g3 bílý král · a2 bílý pěšec · b2 bílý střelec · g2 bílý pěšec · h2 bílý pěšec · a1 bílý věž · b1 bílý jezdec · d1 bílý dáma · h1 bílý věž | a8 černý věž · c8 černý střelec · d8 černý dáma · e8 černý král · h8 černý věž · a7 černý pěšec · b7 černý pěšec · c7 černý pěšec · d7 černý pěšec · f7 bílý jezdec · g7 černý pěšec · h7 černý pěšec · c5 černý střelec · d5 černý jezdec · e5 bílý pěšec · g3 bílý král · a2 bílý pěšec · b2 bílý střelec · g2 bílý pěšec · h2 bílý pěšec · a1 bílý věž · b1 bílý jezdec · d1 bílý dáma · h1 bílý věž | a8 černý věž · c8 černý střelec · d8 černý dáma · e8 černý král · h8 černý věž · a7 černý pěšec · b7 černý pěšec · c7 černý pěšec · d7 černý pěšec · f7 bílý jezdec · g7 černý pěšec · h7 černý pěšec · c5 černý střelec · d5 černý jezdec · e5 bílý pěšec · g3 bílý král · a2 bílý pěšec · b2 bílý střelec · g2 bílý pěšec · h2 bílý pěšec · a1 bílý věž · b1 bílý jezdec · d1 bílý dáma · h1 bílý věž | a8 černý věž · c8 černý střelec · d8 černý dáma · e8 černý král · h8 černý věž · a7 černý pěšec · b7 černý pěšec · c7 černý pěšec · d7 černý pěšec · f7 bílý jezdec · g7 černý pěšec · h7 černý pěšec · c5 černý střelec · d5 černý jezdec · e5 bílý pěšec · g3 bílý král · a2 bílý pěšec · b2 bílý střelec · g2 bílý pěšec · h2 bílý pěšec · a1 bílý věž · b1 bílý jezdec · d1 bílý dáma · h1 bílý věž | a8 černý věž · c8 černý střelec · d8 černý dáma · e8 černý král · h8 černý věž · a7 černý pěšec · b7 černý pěšec · c7 černý pěšec · d7 černý pěšec · f7 bílý jezdec · g7 černý pěšec · h7 černý pěšec · c5 černý střelec · d5 černý jezdec · e5 bílý pěšec · g3 bílý král · a2 bílý pěšec · b2 bílý střelec · g2 bílý pěšec · h2 bílý pěšec · a1 bílý věž · b1 bílý jezdec · d1 bílý dáma · h1 bílý věž | a8 černý věž · c8 černý střelec · d8 černý dáma · e8 černý král · h8 černý věž · a7 černý pěšec · b7 černý pěšec · c7 černý pěšec · d7 černý pěšec · f7 bílý jezdec · g7 černý pěšec · h7 černý pěšec · c5 černý střelec · d5 černý jezdec · e5 bílý pěšec · g3 bílý král · a2 bílý pěšec · b2 bílý střelec · g2 bílý pěšec · h2 bílý pěšec · a1 bílý věž · b1 bílý jezdec · d1 bílý dáma · h1 bílý věž | a8 černý věž · c8 černý střelec · d8 černý dáma · e8 černý král · h8 černý věž · a7 černý pěšec · b7 černý pěšec · c7 černý pěšec · d7 černý pěšec · f7 bílý jezdec · g7 černý pěšec · h7 černý pěšec · c5 černý střelec · d5 černý jezdec · e5 bílý pěšec · g3 bílý král · a2 bílý pěšec · b2 bílý střelec · g2 bílý pěšec · h2 bílý pěšec · a1 bílý věž · b1 bílý jezdec · d1 bílý dáma · h1 bílý věž | a8 černý věž · c8 černý střelec · d8 černý dáma · e8 černý král · h8 černý věž · a7 černý pěšec · b7 černý pěšec · c7 černý pěšec · d7 černý pěšec · f7 bílý jezdec · g7 černý pěšec · h7 černý pěšec · c5 černý střelec · d5 černý jezdec · e5 bílý pěšec · g3 bílý král · a2 bílý pěšec · b2 bílý střelec · g2 bílý pěšec · h2 bílý pěšec · a1 bílý věž · b1 bílý jezdec · d1 bílý dáma · h1 bílý věž | 7 |
| 6 | a8 černý věž · c8 černý střelec · d8 černý dáma · e8 černý král · h8 černý věž · a7 černý pěšec · b7 černý pěšec · c7 černý pěšec · d7 černý pěšec · f7 bílý jezdec · g7 černý pěšec · h7 černý pěšec · c5 černý střelec · d5 černý jezdec · e5 bílý pěšec · g3 bílý král · a2 bílý pěšec · b2 bílý střelec · g2 bílý pěšec · h2 bílý pěšec · a1 bílý věž · b1 bílý jezdec · d1 bílý dáma · h1 bílý věž | a8 černý věž · c8 černý střelec · d8 černý dáma · e8 černý král · h8 černý věž · a7 černý pěšec · b7 černý pěšec · c7 černý pěšec · d7 černý pěšec · f7 bílý jezdec · g7 černý pěšec · h7 černý pěšec · c5 černý střelec · d5 černý jezdec · e5 bílý pěšec · g3 bílý král · a2 bílý pěšec · b2 bílý střelec · g2 bílý pěšec · h2 bílý pěšec · a1 bílý věž · b1 bílý jezdec · d1 bílý dáma · h1 bílý věž | a8 černý věž · c8 černý střelec · d8 černý dáma · e8 černý král · h8 černý věž · a7 černý pěšec · b7 černý pěšec · c7 černý pěšec · d7 černý pěšec · f7 bílý jezdec · g7 černý pěšec · h7 černý pěšec · c5 černý střelec · d5 černý jezdec · e5 bílý pěšec · g3 bílý král · a2 bílý pěšec · b2 bílý střelec · g2 bílý pěšec · h2 bílý pěšec · a1 bílý věž · b1 bílý jezdec · d1 bílý dáma · h1 bílý věž | a8 černý věž · c8 černý střelec · d8 černý dáma · e8 černý král · h8 černý věž · a7 černý pěšec · b7 černý pěšec · c7 černý pěšec · d7 černý pěšec · f7 bílý jezdec · g7 černý pěšec · h7 černý pěšec · c5 černý střelec · d5 černý jezdec · e5 bílý pěšec · g3 bílý král · a2 bílý pěšec · b2 bílý střelec · g2 bílý pěšec · h2 bílý pěšec · a1 bílý věž · b1 bílý jezdec · d1 bílý dáma · h1 bílý věž | a8 černý věž · c8 černý střelec · d8 černý dáma · e8 černý král · h8 černý věž · a7 černý pěšec · b7 černý pěšec · c7 černý pěšec · d7 černý pěšec · f7 bílý jezdec · g7 černý pěšec · h7 černý pěšec · c5 černý střelec · d5 černý jezdec · e5 bílý pěšec · g3 bílý král · a2 bílý pěšec · b2 bílý střelec · g2 bílý pěšec · h2 bílý pěšec · a1 bílý věž · b1 bílý jezdec · d1 bílý dáma · h1 bílý věž | a8 černý věž · c8 černý střelec · d8 černý dáma · e8 černý král · h8 černý věž · a7 černý pěšec · b7 černý pěšec · c7 černý pěšec · d7 černý pěšec · f7 bílý jezdec · g7 černý pěšec · h7 černý pěšec · c5 černý střelec · d5 černý jezdec · e5 bílý pěšec · g3 bílý král · a2 bílý pěšec · b2 bílý střelec · g2 bílý pěšec · h2 bílý pěšec · a1 bílý věž · b1 bílý jezdec · d1 bílý dáma · h1 bílý věž | a8 černý věž · c8 černý střelec · d8 černý dáma · e8 černý král · h8 černý věž · a7 černý pěšec · b7 černý pěšec · c7 černý pěšec · d7 černý pěšec · f7 bílý jezdec · g7 černý pěšec · h7 černý pěšec · c5 černý střelec · d5 černý jezdec · e5 bílý pěšec · g3 bílý král · a2 bílý pěšec · b2 bílý střelec · g2 bílý pěšec · h2 bílý pěšec · a1 bílý věž · b1 bílý jezdec · d1 bílý dáma · h1 bílý věž | a8 černý věž · c8 černý střelec · d8 černý dáma · e8 černý král · h8 černý věž · a7 černý pěšec · b7 černý pěšec · c7 černý pěšec · d7 černý pěšec · f7 bílý jezdec · g7 černý pěšec · h7 černý pěšec · c5 černý střelec · d5 černý jezdec · e5 bílý pěšec · g3 bílý král · a2 bílý pěšec · b2 bílý střelec · g2 bílý pěšec · h2 bílý pěšec · a1 bílý věž · b1 bílý jezdec · d1 bílý dáma · h1 bílý věž | 6 |
| 5 | a8 černý věž · c8 černý střelec · d8 černý dáma · e8 černý král · h8 černý věž · a7 černý pěšec · b7 černý pěšec · c7 černý pěšec · d7 černý pěšec · f7 bílý jezdec · g7 černý pěšec · h7 černý pěšec · c5 černý střelec · d5 černý jezdec · e5 bílý pěšec · g3 bílý král · a2 bílý pěšec · b2 bílý střelec · g2 bílý pěšec · h2 bílý pěšec · a1 bílý věž · b1 bílý jezdec · d1 bílý dáma · h1 bílý věž | a8 černý věž · c8 černý střelec · d8 černý dáma · e8 černý král · h8 černý věž · a7 černý pěšec · b7 černý pěšec · c7 černý pěšec · d7 černý pěšec · f7 bílý jezdec · g7 černý pěšec · h7 černý pěšec · c5 černý střelec · d5 černý jezdec · e5 bílý pěšec · g3 bílý král · a2 bílý pěšec · b2 bílý střelec · g2 bílý pěšec · h2 bílý pěšec · a1 bílý věž · b1 bílý jezdec · d1 bílý dáma · h1 bílý věž | a8 černý věž · c8 černý střelec · d8 černý dáma · e8 černý král · h8 černý věž · a7 černý pěšec · b7 černý pěšec · c7 černý pěšec · d7 černý pěšec · f7 bílý jezdec · g7 černý pěšec · h7 černý pěšec · c5 černý střelec · d5 černý jezdec · e5 bílý pěšec · g3 bílý král · a2 bílý pěšec · b2 bílý střelec · g2 bílý pěšec · h2 bílý pěšec · a1 bílý věž · b1 bílý jezdec · d1 bílý dáma · h1 bílý věž | a8 černý věž · c8 černý střelec · d8 černý dáma · e8 černý král · h8 černý věž · a7 černý pěšec · b7 černý pěšec · c7 černý pěšec · d7 černý pěšec · f7 bílý jezdec · g7 černý pěšec · h7 černý pěšec · c5 černý střelec · d5 černý jezdec · e5 bílý pěšec · g3 bílý král · a2 bílý pěšec · b2 bílý střelec · g2 bílý pěšec · h2 bílý pěšec · a1 bílý věž · b1 bílý jezdec · d1 bílý dáma · h1 bílý věž | a8 černý věž · c8 černý střelec · d8 černý dáma · e8 černý král · h8 černý věž · a7 černý pěšec · b7 černý pěšec · c7 černý pěšec · d7 černý pěšec · f7 bílý jezdec · g7 černý pěšec · h7 černý pěšec · c5 černý střelec · d5 černý jezdec · e5 bílý pěšec · g3 bílý král · a2 bílý pěšec · b2 bílý střelec · g2 bílý pěšec · h2 bílý pěšec · a1 bílý věž · b1 bílý jezdec · d1 bílý dáma · h1 bílý věž | a8 černý věž · c8 černý střelec · d8 černý dáma · e8 černý král · h8 černý věž · a7 černý pěšec · b7 černý pěšec · c7 černý pěšec · d7 černý pěšec · f7 bílý jezdec · g7 černý pěšec · h7 černý pěšec · c5 černý střelec · d5 černý jezdec · e5 bílý pěšec · g3 bílý král · a2 bílý pěšec · b2 bílý střelec · g2 bílý pěšec · h2 bílý pěšec · a1 bílý věž · b1 bílý jezdec · d1 bílý dáma · h1 bílý věž | a8 černý věž · c8 černý střelec · d8 černý dáma · e8 černý král · h8 černý věž · a7 černý pěšec · b7 černý pěšec · c7 černý pěšec · d7 černý pěšec · f7 bílý jezdec · g7 černý pěšec · h7 černý pěšec · c5 černý střelec · d5 černý jezdec · e5 bílý pěšec · g3 bílý král · a2 bílý pěšec · b2 bílý střelec · g2 bílý pěšec · h2 bílý pěšec · a1 bílý věž · b1 bílý jezdec · d1 bílý dáma · h1 bílý věž | a8 černý věž · c8 černý střelec · d8 černý dáma · e8 černý král · h8 černý věž · a7 černý pěšec · b7 černý pěšec · c7 černý pěšec · d7 černý pěšec · f7 bílý jezdec · g7 černý pěšec · h7 černý pěšec · c5 černý střelec · d5 černý jezdec · e5 bílý pěšec · g3 bílý král · a2 bílý pěšec · b2 bílý střelec · g2 bílý pěšec · h2 bílý pěšec · a1 bílý věž · b1 bílý jezdec · d1 bílý dáma · h1 bílý věž | 5 |
| 4 | a8 černý věž · c8 černý střelec · d8 černý dáma · e8 černý král · h8 černý věž · a7 černý pěšec · b7 černý pěšec · c7 černý pěšec · d7 černý pěšec · f7 bílý jezdec · g7 černý pěšec · h7 černý pěšec · c5 černý střelec · d5 černý jezdec · e5 bílý pěšec · g3 bílý král · a2 bílý pěšec · b2 bílý střelec · g2 bílý pěšec · h2 bílý pěšec · a1 bílý věž · b1 bílý jezdec · d1 bílý dáma · h1 bílý věž | a8 černý věž · c8 černý střelec · d8 černý dáma · e8 černý král · h8 černý věž · a7 černý pěšec · b7 černý pěšec · c7 černý pěšec · d7 černý pěšec · f7 bílý jezdec · g7 černý pěšec · h7 černý pěšec · c5 černý střelec · d5 černý jezdec · e5 bílý pěšec · g3 bílý král · a2 bílý pěšec · b2 bílý střelec · g2 bílý pěšec · h2 bílý pěšec · a1 bílý věž · b1 bílý jezdec · d1 bílý dáma · h1 bílý věž | a8 černý věž · c8 černý střelec · d8 černý dáma · e8 černý král · h8 černý věž · a7 černý pěšec · b7 černý pěšec · c7 černý pěšec · d7 černý pěšec · f7 bílý jezdec · g7 černý pěšec · h7 černý pěšec · c5 černý střelec · d5 černý jezdec · e5 bílý pěšec · g3 bílý král · a2 bílý pěšec · b2 bílý střelec · g2 bílý pěšec · h2 bílý pěšec · a1 bílý věž · b1 bílý jezdec · d1 bílý dáma · h1 bílý věž | a8 černý věž · c8 černý střelec · d8 černý dáma · e8 černý král · h8 černý věž · a7 černý pěšec · b7 černý pěšec · c7 černý pěšec · d7 černý pěšec · f7 bílý jezdec · g7 černý pěšec · h7 černý pěšec · c5 černý střelec · d5 černý jezdec · e5 bílý pěšec · g3 bílý král · a2 bílý pěšec · b2 bílý střelec · g2 bílý pěšec · h2 bílý pěšec · a1 bílý věž · b1 bílý jezdec · d1 bílý dáma · h1 bílý věž | a8 černý věž · c8 černý střelec · d8 černý dáma · e8 černý král · h8 černý věž · a7 černý pěšec · b7 černý pěšec · c7 černý pěšec · d7 černý pěšec · f7 bílý jezdec · g7 černý pěšec · h7 černý pěšec · c5 černý střelec · d5 černý jezdec · e5 bílý pěšec · g3 bílý král · a2 bílý pěšec · b2 bílý střelec · g2 bílý pěšec · h2 bílý pěšec · a1 bílý věž · b1 bílý jezdec · d1 bílý dáma · h1 bílý věž | a8 černý věž · c8 černý střelec · d8 černý dáma · e8 černý král · h8 černý věž · a7 černý pěšec · b7 černý pěšec · c7 černý pěšec · d7 černý pěšec · f7 bílý jezdec · g7 černý pěšec · h7 černý pěšec · c5 černý střelec · d5 černý jezdec · e5 bílý pěšec · g3 bílý král · a2 bílý pěšec · b2 bílý střelec · g2 bílý pěšec · h2 bílý pěšec · a1 bílý věž · b1 bílý jezdec · d1 bílý dáma · h1 bílý věž | a8 černý věž · c8 černý střelec · d8 černý dáma · e8 černý král · h8 černý věž · a7 černý pěšec · b7 černý pěšec · c7 černý pěšec · d7 černý pěšec · f7 bílý jezdec · g7 černý pěšec · h7 černý pěšec · c5 černý střelec · d5 černý jezdec · e5 bílý pěšec · g3 bílý král · a2 bílý pěšec · b2 bílý střelec · g2 bílý pěšec · h2 bílý pěšec · a1 bílý věž · b1 bílý jezdec · d1 bílý dáma · h1 bílý věž | a8 černý věž · c8 černý střelec · d8 černý dáma · e8 černý král · h8 černý věž · a7 černý pěšec · b7 černý pěšec · c7 černý pěšec · d7 černý pěšec · f7 bílý jezdec · g7 černý pěšec · h7 černý pěšec · c5 černý střelec · d5 černý jezdec · e5 bílý pěšec · g3 bílý král · a2 bílý pěšec · b2 bílý střelec · g2 bílý pěšec · h2 bílý pěšec · a1 bílý věž · b1 bílý jezdec · d1 bílý dáma · h1 bílý věž | 4 |
| 3 | a8 černý věž · c8 černý střelec · d8 černý dáma · e8 černý král · h8 černý věž · a7 černý pěšec · b7 černý pěšec · c7 černý pěšec · d7 černý pěšec · f7 bílý jezdec · g7 černý pěšec · h7 černý pěšec · c5 černý střelec · d5 černý jezdec · e5 bílý pěšec · g3 bílý král · a2 bílý pěšec · b2 bílý střelec · g2 bílý pěšec · h2 bílý pěšec · a1 bílý věž · b1 bílý jezdec · d1 bílý dáma · h1 bílý věž | a8 černý věž · c8 černý střelec · d8 černý dáma · e8 černý král · h8 černý věž · a7 černý pěšec · b7 černý pěšec · c7 černý pěšec · d7 černý pěšec · f7 bílý jezdec · g7 černý pěšec · h7 černý pěšec · c5 černý střelec · d5 černý jezdec · e5 bílý pěšec · g3 bílý král · a2 bílý pěšec · b2 bílý střelec · g2 bílý pěšec · h2 bílý pěšec · a1 bílý věž · b1 bílý jezdec · d1 bílý dáma · h1 bílý věž | a8 černý věž · c8 černý střelec · d8 černý dáma · e8 černý král · h8 černý věž · a7 černý pěšec · b7 černý pěšec · c7 černý pěšec · d7 černý pěšec · f7 bílý jezdec · g7 černý pěšec · h7 černý pěšec · c5 černý střelec · d5 černý jezdec · e5 bílý pěšec · g3 bílý král · a2 bílý pěšec · b2 bílý střelec · g2 bílý pěšec · h2 bílý pěšec · a1 bílý věž · b1 bílý jezdec · d1 bílý dáma · h1 bílý věž | a8 černý věž · c8 černý střelec · d8 černý dáma · e8 černý král · h8 černý věž · a7 černý pěšec · b7 černý pěšec · c7 černý pěšec · d7 černý pěšec · f7 bílý jezdec · g7 černý pěšec · h7 černý pěšec · c5 černý střelec · d5 černý jezdec · e5 bílý pěšec · g3 bílý král · a2 bílý pěšec · b2 bílý střelec · g2 bílý pěšec · h2 bílý pěšec · a1 bílý věž · b1 bílý jezdec · d1 bílý dáma · h1 bílý věž | a8 černý věž · c8 černý střelec · d8 černý dáma · e8 černý král · h8 černý věž · a7 černý pěšec · b7 černý pěšec · c7 černý pěšec · d7 černý pěšec · f7 bílý jezdec · g7 černý pěšec · h7 černý pěšec · c5 černý střelec · d5 černý jezdec · e5 bílý pěšec · g3 bílý král · a2 bílý pěšec · b2 bílý střelec · g2 bílý pěšec · h2 bílý pěšec · a1 bílý věž · b1 bílý jezdec · d1 bílý dáma · h1 bílý věž | a8 černý věž · c8 černý střelec · d8 černý dáma · e8 černý král · h8 černý věž · a7 černý pěšec · b7 černý pěšec · c7 černý pěšec · d7 černý pěšec · f7 bílý jezdec · g7 černý pěšec · h7 černý pěšec · c5 černý střelec · d5 černý jezdec · e5 bílý pěšec · g3 bílý král · a2 bílý pěšec · b2 bílý střelec · g2 bílý pěšec · h2 bílý pěšec · a1 bílý věž · b1 bílý jezdec · d1 bílý dáma · h1 bílý věž | a8 černý věž · c8 černý střelec · d8 černý dáma · e8 černý král · h8 černý věž · a7 černý pěšec · b7 černý pěšec · c7 černý pěšec · d7 černý pěšec · f7 bílý jezdec · g7 černý pěšec · h7 černý pěšec · c5 černý střelec · d5 černý jezdec · e5 bílý pěšec · g3 bílý král · a2 bílý pěšec · b2 bílý střelec · g2 bílý pěšec · h2 bílý pěšec · a1 bílý věž · b1 bílý jezdec · d1 bílý dáma · h1 bílý věž | a8 černý věž · c8 černý střelec · d8 černý dáma · e8 černý král · h8 černý věž · a7 černý pěšec · b7 černý pěšec · c7 černý pěšec · d7 černý pěšec · f7 bílý jezdec · g7 černý pěšec · h7 černý pěšec · c5 černý střelec · d5 černý jezdec · e5 bílý pěšec · g3 bílý král · a2 bílý pěšec · b2 bílý střelec · g2 bílý pěšec · h2 bílý pěšec · a1 bílý věž · b1 bílý jezdec · d1 bílý dáma · h1 bílý věž | 3 |
| 2 | a8 černý věž · c8 černý střelec · d8 černý dáma · e8 černý král · h8 černý věž · a7 černý pěšec · b7 černý pěšec · c7 černý pěšec · d7 černý pěšec · f7 bílý jezdec · g7 černý pěšec · h7 černý pěšec · c5 černý střelec · d5 černý jezdec · e5 bílý pěšec · g3 bílý král · a2 bílý pěšec · b2 bílý střelec · g2 bílý pěšec · h2 bílý pěšec · a1 bílý věž · b1 bílý jezdec · d1 bílý dáma · h1 bílý věž | a8 černý věž · c8 černý střelec · d8 černý dáma · e8 černý král · h8 černý věž · a7 černý pěšec · b7 černý pěšec · c7 černý pěšec · d7 černý pěšec · f7 bílý jezdec · g7 černý pěšec · h7 černý pěšec · c5 černý střelec · d5 černý jezdec · e5 bílý pěšec · g3 bílý král · a2 bílý pěšec · b2 bílý střelec · g2 bílý pěšec · h2 bílý pěšec · a1 bílý věž · b1 bílý jezdec · d1 bílý dáma · h1 bílý věž | a8 černý věž · c8 černý střelec · d8 černý dáma · e8 černý král · h8 černý věž · a7 černý pěšec · b7 černý pěšec · c7 černý pěšec · d7 černý pěšec · f7 bílý jezdec · g7 černý pěšec · h7 černý pěšec · c5 černý střelec · d5 černý jezdec · e5 bílý pěšec · g3 bílý král · a2 bílý pěšec · b2 bílý střelec · g2 bílý pěšec · h2 bílý pěšec · a1 bílý věž · b1 bílý jezdec · d1 bílý dáma · h1 bílý věž | a8 černý věž · c8 černý střelec · d8 černý dáma · e8 černý král · h8 černý věž · a7 černý pěšec · b7 černý pěšec · c7 černý pěšec · d7 černý pěšec · f7 bílý jezdec · g7 černý pěšec · h7 černý pěšec · c5 černý střelec · d5 černý jezdec · e5 bílý pěšec · g3 bílý král · a2 bílý pěšec · b2 bílý střelec · g2 bílý pěšec · h2 bílý pěšec · a1 bílý věž · b1 bílý jezdec · d1 bílý dáma · h1 bílý věž | a8 černý věž · c8 černý střelec · d8 černý dáma · e8 černý král · h8 černý věž · a7 černý pěšec · b7 černý pěšec · c7 černý pěšec · d7 černý pěšec · f7 bílý jezdec · g7 černý pěšec · h7 černý pěšec · c5 černý střelec · d5 černý jezdec · e5 bílý pěšec · g3 bílý král · a2 bílý pěšec · b2 bílý střelec · g2 bílý pěšec · h2 bílý pěšec · a1 bílý věž · b1 bílý jezdec · d1 bílý dáma · h1 bílý věž | a8 černý věž · c8 černý střelec · d8 černý dáma · e8 černý král · h8 černý věž · a7 černý pěšec · b7 černý pěšec · c7 černý pěšec · d7 černý pěšec · f7 bílý jezdec · g7 černý pěšec · h7 černý pěšec · c5 černý střelec · d5 černý jezdec · e5 bílý pěšec · g3 bílý král · a2 bílý pěšec · b2 bílý střelec · g2 bílý pěšec · h2 bílý pěšec · a1 bílý věž · b1 bílý jezdec · d1 bílý dáma · h1 bílý věž | a8 černý věž · c8 černý střelec · d8 černý dáma · e8 černý král · h8 černý věž · a7 černý pěšec · b7 černý pěšec · c7 černý pěšec · d7 černý pěšec · f7 bílý jezdec · g7 černý pěšec · h7 černý pěšec · c5 černý střelec · d5 černý jezdec · e5 bílý pěšec · g3 bílý král · a2 bílý pěšec · b2 bílý střelec · g2 bílý pěšec · h2 bílý pěšec · a1 bílý věž · b1 bílý jezdec · d1 bílý dáma · h1 bílý věž | a8 černý věž · c8 černý střelec · d8 černý dáma · e8 černý král · h8 černý věž · a7 černý pěšec · b7 černý pěšec · c7 černý pěšec · d7 černý pěšec · f7 bílý jezdec · g7 černý pěšec · h7 černý pěšec · c5 černý střelec · d5 černý jezdec · e5 bílý pěšec · g3 bílý král · a2 bílý pěšec · b2 bílý střelec · g2 bílý pěšec · h2 bílý pěšec · a1 bílý věž · b1 bílý jezdec · d1 bílý dáma · h1 bílý věž | 2 |
| 1 | a8 černý věž · c8 černý střelec · d8 černý dáma · e8 černý král · h8 černý věž · a7 černý pěšec · b7 černý pěšec · c7 černý pěšec · d7 černý pěšec · f7 bílý jezdec · g7 černý pěšec · h7 černý pěšec · c5 černý střelec · d5 černý jezdec · e5 bílý pěšec · g3 bílý král · a2 bílý pěšec · b2 bílý střelec · g2 bílý pěšec · h2 bílý pěšec · a1 bílý věž · b1 bílý jezdec · d1 bílý dáma · h1 bílý věž | a8 černý věž · c8 černý střelec · d8 černý dáma · e8 černý král · h8 černý věž · a7 černý pěšec · b7 černý pěšec · c7 černý pěšec · d7 černý pěšec · f7 bílý jezdec · g7 černý pěšec · h7 černý pěšec · c5 černý střelec · d5 černý jezdec · e5 bílý pěšec · g3 bílý král · a2 bílý pěšec · b2 bílý střelec · g2 bílý pěšec · h2 bílý pěšec · a1 bílý věž · b1 bílý jezdec · d1 bílý dáma · h1 bílý věž | a8 černý věž · c8 černý střelec · d8 černý dáma · e8 černý král · h8 černý věž · a7 černý pěšec · b7 černý pěšec · c7 černý pěšec · d7 černý pěšec · f7 bílý jezdec · g7 černý pěšec · h7 černý pěšec · c5 černý střelec · d5 černý jezdec · e5 bílý pěšec · g3 bílý král · a2 bílý pěšec · b2 bílý střelec · g2 bílý pěšec · h2 bílý pěšec · a1 bílý věž · b1 bílý jezdec · d1 bílý dáma · h1 bílý věž | a8 černý věž · c8 černý střelec · d8 černý dáma · e8 černý král · h8 černý věž · a7 černý pěšec · b7 černý pěšec · c7 černý pěšec · d7 černý pěšec · f7 bílý jezdec · g7 černý pěšec · h7 černý pěšec · c5 černý střelec · d5 černý jezdec · e5 bílý pěšec · g3 bílý král · a2 bílý pěšec · b2 bílý střelec · g2 bílý pěšec · h2 bílý pěšec · a1 bílý věž · b1 bílý jezdec · d1 bílý dáma · h1 bílý věž | a8 černý věž · c8 černý střelec · d8 černý dáma · e8 černý král · h8 černý věž · a7 černý pěšec · b7 černý pěšec · c7 černý pěšec · d7 černý pěšec · f7 bílý jezdec · g7 černý pěšec · h7 černý pěšec · c5 černý střelec · d5 černý jezdec · e5 bílý pěšec · g3 bílý král · a2 bílý pěšec · b2 bílý střelec · g2 bílý pěšec · h2 bílý pěšec · a1 bílý věž · b1 bílý jezdec · d1 bílý dáma · h1 bílý věž | a8 černý věž · c8 černý střelec · d8 černý dáma · e8 černý král · h8 černý věž · a7 černý pěšec · b7 černý pěšec · c7 černý pěšec · d7 černý pěšec · f7 bílý jezdec · g7 černý pěšec · h7 černý pěšec · c5 černý střelec · d5 černý jezdec · e5 bílý pěšec · g3 bílý král · a2 bílý pěšec · b2 bílý střelec · g2 bílý pěšec · h2 bílý pěšec · a1 bílý věž · b1 bílý jezdec · d1 bílý dáma · h1 bílý věž | a8 černý věž · c8 černý střelec · d8 černý dáma · e8 černý král · h8 černý věž · a7 černý pěšec · b7 černý pěšec · c7 černý pěšec · d7 černý pěšec · f7 bílý jezdec · g7 černý pěšec · h7 černý pěšec · c5 černý střelec · d5 černý jezdec · e5 bílý pěšec · g3 bílý král · a2 bílý pěšec · b2 bílý střelec · g2 bílý pěšec · h2 bílý pěšec · a1 bílý věž · b1 bílý jezdec · d1 bílý dáma · h1 bílý věž | a8 černý věž · c8 černý střelec · d8 černý dáma · e8 černý král · h8 černý věž · a7 černý pěšec · b7 černý pěšec · c7 černý pěšec · d7 černý pěšec · f7 bílý jezdec · g7 černý pěšec · h7 černý pěšec · c5 černý střelec · d5 černý jezdec · e5 bílý pěšec · g3 bílý král · a2 bílý pěšec · b2 bílý střelec · g2 bílý pěšec · h2 bílý pěšec · a1 bílý věž · b1 bílý jezdec · d1 bílý dáma · h1 bílý věž | 1 |
|   | a | b | c | d | e | f | g | h |   |

Alexander Hoffmann - A. D. Petrov, Varšava 1844, [C33]
1. e4 e5 2.Jf3 Jc6 3.Sc4 Sc5 4.c3 Jf6 5.d4 exd4 6.e5 Je4?! (lepší je 6. - d5) 7.Sd5! Jxf2 (vynucená oběť, která není plně kompenzována získanou poziční výhodou) 8.Kxf2 dxc3+ 9.Kg3? (kdyby bílý tušil, co ho čeká, zahrál by Ke1 a měl by malou výhodu. Těžko se ovšem divit, že přehlédl fantastickou kombinaci černého) cxb2 10.Sxb2 Je7 11. Jg5 Jxd5 12.Jxf7 (viz diagram. Na tento tah bílý spoléhal, po vynuceném Kxf7 vyšachuje figuru a bude v pohodě. Nebo ne?) 12. - 0-0!! 13.Jxd8 (dámu nelze odmítnout, ale ani její přijetí bílého nezachrání) Sf2+ 14.Kh3 d6+ 15.e6 Jf4+ 16.Kg4 Jxe6! (je to neuvěřitelné, ale černý si opravdu může dovolit přerušit šachování, aniž by dal bílému šanci na únik) 17.Jxe6 Sxe6+ 18.Kg5 Vf5+ 19.Kg4 h5+ 20.Kh3 Vf3 mat.

## Vybrané studie
|   | a | b | c | d | e | f | g | h |   |
| 8 | d8 černý jezdec · c7 černý pěšec · g7 černý pěšec · e6 černý pěšec · f6 černý věž · g6 bílý střelec · a5 černý jezdec · c5 bílý pěšec · a4 černý pěšec · c4 černý pěšec · d4 bílý pěšec · f4 černý věž · g4 černý pěšec · e3 černý střelec · b2 černý pěšec · c2 bílý pěšec · e2 bílý jezdec · f2 černý pěšec · h2 bílý král · b1 černý král · f1 bílý jezdec · h1 bílý dáma | d8 černý jezdec · c7 černý pěšec · g7 černý pěšec · e6 černý pěšec · f6 černý věž · g6 bílý střelec · a5 černý jezdec · c5 bílý pěšec · a4 černý pěšec · c4 černý pěšec · d4 bílý pěšec · f4 černý věž · g4 černý pěšec · e3 černý střelec · b2 černý pěšec · c2 bílý pěšec · e2 bílý jezdec · f2 černý pěšec · h2 bílý král · b1 černý král · f1 bílý jezdec · h1 bílý dáma | d8 černý jezdec · c7 černý pěšec · g7 černý pěšec · e6 černý pěšec · f6 černý věž · g6 bílý střelec · a5 černý jezdec · c5 bílý pěšec · a4 černý pěšec · c4 černý pěšec · d4 bílý pěšec · f4 černý věž · g4 černý pěšec · e3 černý střelec · b2 černý pěšec · c2 bílý pěšec · e2 bílý jezdec · f2 černý pěšec · h2 bílý král · b1 černý král · f1 bílý jezdec · h1 bílý dáma | d8 černý jezdec · c7 černý pěšec · g7 černý pěšec · e6 černý pěšec · f6 černý věž · g6 bílý střelec · a5 černý jezdec · c5 bílý pěšec · a4 černý pěšec · c4 černý pěšec · d4 bílý pěšec · f4 černý věž · g4 černý pěšec · e3 černý střelec · b2 černý pěšec · c2 bílý pěšec · e2 bílý jezdec · f2 černý pěšec · h2 bílý král · b1 černý král · f1 bílý jezdec · h1 bílý dáma | d8 černý jezdec · c7 černý pěšec · g7 černý pěšec · e6 černý pěšec · f6 černý věž · g6 bílý střelec · a5 černý jezdec · c5 bílý pěšec · a4 černý pěšec · c4 černý pěšec · d4 bílý pěšec · f4 černý věž · g4 černý pěšec · e3 černý střelec · b2 černý pěšec · c2 bílý pěšec · e2 bílý jezdec · f2 černý pěšec · h2 bílý král · b1 černý král · f1 bílý jezdec · h1 bílý dáma | d8 černý jezdec · c7 černý pěšec · g7 černý pěšec · e6 černý pěšec · f6 černý věž · g6 bílý střelec · a5 černý jezdec · c5 bílý pěšec · a4 černý pěšec · c4 černý pěšec · d4 bílý pěšec · f4 černý věž · g4 černý pěšec · e3 černý střelec · b2 černý pěšec · c2 bílý pěšec · e2 bílý jezdec · f2 černý pěšec · h2 bílý král · b1 černý král · f1 bílý jezdec · h1 bílý dáma | d8 černý jezdec · c7 černý pěšec · g7 černý pěšec · e6 černý pěšec · f6 černý věž · g6 bílý střelec · a5 černý jezdec · c5 bílý pěšec · a4 černý pěšec · c4 černý pěšec · d4 bílý pěšec · f4 černý věž · g4 černý pěšec · e3 černý střelec · b2 černý pěšec · c2 bílý pěšec · e2 bílý jezdec · f2 černý pěšec · h2 bílý král · b1 černý král · f1 bílý jezdec · h1 bílý dáma | d8 černý jezdec · c7 černý pěšec · g7 černý pěšec · e6 černý pěšec · f6 černý věž · g6 bílý střelec · a5 černý jezdec · c5 bílý pěšec · a4 černý pěšec · c4 černý pěšec · d4 bílý pěšec · f4 černý věž · g4 černý pěšec · e3 černý střelec · b2 černý pěšec · c2 bílý pěšec · e2 bílý jezdec · f2 černý pěšec · h2 bílý král · b1 černý král · f1 bílý jezdec · h1 bílý dáma | 8 |
| 7 | d8 černý jezdec · c7 černý pěšec · g7 černý pěšec · e6 černý pěšec · f6 černý věž · g6 bílý střelec · a5 černý jezdec · c5 bílý pěšec · a4 černý pěšec · c4 černý pěšec · d4 bílý pěšec · f4 černý věž · g4 černý pěšec · e3 černý střelec · b2 černý pěšec · c2 bílý pěšec · e2 bílý jezdec · f2 černý pěšec · h2 bílý král · b1 černý král · f1 bílý jezdec · h1 bílý dáma | d8 černý jezdec · c7 černý pěšec · g7 černý pěšec · e6 černý pěšec · f6 černý věž · g6 bílý střelec · a5 černý jezdec · c5 bílý pěšec · a4 černý pěšec · c4 černý pěšec · d4 bílý pěšec · f4 černý věž · g4 černý pěšec · e3 černý střelec · b2 černý pěšec · c2 bílý pěšec · e2 bílý jezdec · f2 černý pěšec · h2 bílý král · b1 černý král · f1 bílý jezdec · h1 bílý dáma | d8 černý jezdec · c7 černý pěšec · g7 černý pěšec · e6 černý pěšec · f6 černý věž · g6 bílý střelec · a5 černý jezdec · c5 bílý pěšec · a4 černý pěšec · c4 černý pěšec · d4 bílý pěšec · f4 černý věž · g4 černý pěšec · e3 černý střelec · b2 černý pěšec · c2 bílý pěšec · e2 bílý jezdec · f2 černý pěšec · h2 bílý král · b1 černý král · f1 bílý jezdec · h1 bílý dáma | d8 černý jezdec · c7 černý pěšec · g7 černý pěšec · e6 černý pěšec · f6 černý věž · g6 bílý střelec · a5 černý jezdec · c5 bílý pěšec · a4 černý pěšec · c4 černý pěšec · d4 bílý pěšec · f4 černý věž · g4 černý pěšec · e3 černý střelec · b2 černý pěšec · c2 bílý pěšec · e2 bílý jezdec · f2 černý pěšec · h2 bílý král · b1 černý král · f1 bílý jezdec · h1 bílý dáma | d8 černý jezdec · c7 černý pěšec · g7 černý pěšec · e6 černý pěšec · f6 černý věž · g6 bílý střelec · a5 černý jezdec · c5 bílý pěšec · a4 černý pěšec · c4 černý pěšec · d4 bílý pěšec · f4 černý věž · g4 černý pěšec · e3 černý střelec · b2 černý pěšec · c2 bílý pěšec · e2 bílý jezdec · f2 černý pěšec · h2 bílý král · b1 černý král · f1 bílý jezdec · h1 bílý dáma | d8 černý jezdec · c7 černý pěšec · g7 černý pěšec · e6 černý pěšec · f6 černý věž · g6 bílý střelec · a5 černý jezdec · c5 bílý pěšec · a4 černý pěšec · c4 černý pěšec · d4 bílý pěšec · f4 černý věž · g4 černý pěšec · e3 černý střelec · b2 černý pěšec · c2 bílý pěšec · e2 bílý jezdec · f2 černý pěšec · h2 bílý král · b1 černý král · f1 bílý jezdec · h1 bílý dáma | d8 černý jezdec · c7 černý pěšec · g7 černý pěšec · e6 černý pěšec · f6 černý věž · g6 bílý střelec · a5 černý jezdec · c5 bílý pěšec · a4 černý pěšec · c4 černý pěšec · d4 bílý pěšec · f4 černý věž · g4 černý pěšec · e3 černý střelec · b2 černý pěšec · c2 bílý pěšec · e2 bílý jezdec · f2 černý pěšec · h2 bílý král · b1 černý král · f1 bílý jezdec · h1 bílý dáma | d8 černý jezdec · c7 černý pěšec · g7 černý pěšec · e6 černý pěšec · f6 černý věž · g6 bílý střelec · a5 černý jezdec · c5 bílý pěšec · a4 černý pěšec · c4 černý pěšec · d4 bílý pěšec · f4 černý věž · g4 černý pěšec · e3 černý střelec · b2 černý pěšec · c2 bílý pěšec · e2 bílý jezdec · f2 černý pěšec · h2 bílý král · b1 černý král · f1 bílý jezdec · h1 bílý dáma | 7 |
| 6 | d8 černý jezdec · c7 černý pěšec · g7 černý pěšec · e6 černý pěšec · f6 černý věž · g6 bílý střelec · a5 černý jezdec · c5 bílý pěšec · a4 černý pěšec · c4 černý pěšec · d4 bílý pěšec · f4 černý věž · g4 černý pěšec · e3 černý střelec · b2 černý pěšec · c2 bílý pěšec · e2 bílý jezdec · f2 černý pěšec · h2 bílý král · b1 černý král · f1 bílý jezdec · h1 bílý dáma | d8 černý jezdec · c7 černý pěšec · g7 černý pěšec · e6 černý pěšec · f6 černý věž · g6 bílý střelec · a5 černý jezdec · c5 bílý pěšec · a4 černý pěšec · c4 černý pěšec · d4 bílý pěšec · f4 černý věž · g4 černý pěšec · e3 černý střelec · b2 černý pěšec · c2 bílý pěšec · e2 bílý jezdec · f2 černý pěšec · h2 bílý král · b1 černý král · f1 bílý jezdec · h1 bílý dáma | d8 černý jezdec · c7 černý pěšec · g7 černý pěšec · e6 černý pěšec · f6 černý věž · g6 bílý střelec · a5 černý jezdec · c5 bílý pěšec · a4 černý pěšec · c4 černý pěšec · d4 bílý pěšec · f4 černý věž · g4 černý pěšec · e3 černý střelec · b2 černý pěšec · c2 bílý pěšec · e2 bílý jezdec · f2 černý pěšec · h2 bílý král · b1 černý král · f1 bílý jezdec · h1 bílý dáma | d8 černý jezdec · c7 černý pěšec · g7 černý pěšec · e6 černý pěšec · f6 černý věž · g6 bílý střelec · a5 černý jezdec · c5 bílý pěšec · a4 černý pěšec · c4 černý pěšec · d4 bílý pěšec · f4 černý věž · g4 černý pěšec · e3 černý střelec · b2 černý pěšec · c2 bílý pěšec · e2 bílý jezdec · f2 černý pěšec · h2 bílý král · b1 černý král · f1 bílý jezdec · h1 bílý dáma | d8 černý jezdec · c7 černý pěšec · g7 černý pěšec · e6 černý pěšec · f6 černý věž · g6 bílý střelec · a5 černý jezdec · c5 bílý pěšec · a4 černý pěšec · c4 černý pěšec · d4 bílý pěšec · f4 černý věž · g4 černý pěšec · e3 černý střelec · b2 černý pěšec · c2 bílý pěšec · e2 bílý jezdec · f2 černý pěšec · h2 bílý král · b1 černý král · f1 bílý jezdec · h1 bílý dáma | d8 černý jezdec · c7 černý pěšec · g7 černý pěšec · e6 černý pěšec · f6 černý věž · g6 bílý střelec · a5 černý jezdec · c5 bílý pěšec · a4 černý pěšec · c4 černý pěšec · d4 bílý pěšec · f4 černý věž · g4 černý pěšec · e3 černý střelec · b2 černý pěšec · c2 bílý pěšec · e2 bílý jezdec · f2 černý pěšec · h2 bílý král · b1 černý král · f1 bílý jezdec · h1 bílý dáma | d8 černý jezdec · c7 černý pěšec · g7 černý pěšec · e6 černý pěšec · f6 černý věž · g6 bílý střelec · a5 černý jezdec · c5 bílý pěšec · a4 černý pěšec · c4 černý pěšec · d4 bílý pěšec · f4 černý věž · g4 černý pěšec · e3 černý střelec · b2 černý pěšec · c2 bílý pěšec · e2 bílý jezdec · f2 černý pěšec · h2 bílý král · b1 černý král · f1 bílý jezdec · h1 bílý dáma | d8 černý jezdec · c7 černý pěšec · g7 černý pěšec · e6 černý pěšec · f6 černý věž · g6 bílý střelec · a5 černý jezdec · c5 bílý pěšec · a4 černý pěšec · c4 černý pěšec · d4 bílý pěšec · f4 černý věž · g4 černý pěšec · e3 černý střelec · b2 černý pěšec · c2 bílý pěšec · e2 bílý jezdec · f2 černý pěšec · h2 bílý král · b1 černý král · f1 bílý jezdec · h1 bílý dáma | 6 |
| 5 | d8 černý jezdec · c7 černý pěšec · g7 černý pěšec · e6 černý pěšec · f6 černý věž · g6 bílý střelec · a5 černý jezdec · c5 bílý pěšec · a4 černý pěšec · c4 černý pěšec · d4 bílý pěšec · f4 černý věž · g4 černý pěšec · e3 černý střelec · b2 černý pěšec · c2 bílý pěšec · e2 bílý jezdec · f2 černý pěšec · h2 bílý král · b1 černý král · f1 bílý jezdec · h1 bílý dáma | d8 černý jezdec · c7 černý pěšec · g7 černý pěšec · e6 černý pěšec · f6 černý věž · g6 bílý střelec · a5 černý jezdec · c5 bílý pěšec · a4 černý pěšec · c4 černý pěšec · d4 bílý pěšec · f4 černý věž · g4 černý pěšec · e3 černý střelec · b2 černý pěšec · c2 bílý pěšec · e2 bílý jezdec · f2 černý pěšec · h2 bílý král · b1 černý král · f1 bílý jezdec · h1 bílý dáma | d8 černý jezdec · c7 černý pěšec · g7 černý pěšec · e6 černý pěšec · f6 černý věž · g6 bílý střelec · a5 černý jezdec · c5 bílý pěšec · a4 černý pěšec · c4 černý pěšec · d4 bílý pěšec · f4 černý věž · g4 černý pěšec · e3 černý střelec · b2 černý pěšec · c2 bílý pěšec · e2 bílý jezdec · f2 černý pěšec · h2 bílý král · b1 černý král · f1 bílý jezdec · h1 bílý dáma | d8 černý jezdec · c7 černý pěšec · g7 černý pěšec · e6 černý pěšec · f6 černý věž · g6 bílý střelec · a5 černý jezdec · c5 bílý pěšec · a4 černý pěšec · c4 černý pěšec · d4 bílý pěšec · f4 černý věž · g4 černý pěšec · e3 černý střelec · b2 černý pěšec · c2 bílý pěšec · e2 bílý jezdec · f2 černý pěšec · h2 bílý král · b1 černý král · f1 bílý jezdec · h1 bílý dáma | d8 černý jezdec · c7 černý pěšec · g7 černý pěšec · e6 černý pěšec · f6 černý věž · g6 bílý střelec · a5 černý jezdec · c5 bílý pěšec · a4 černý pěšec · c4 černý pěšec · d4 bílý pěšec · f4 černý věž · g4 černý pěšec · e3 černý střelec · b2 černý pěšec · c2 bílý pěšec · e2 bílý jezdec · f2 černý pěšec · h2 bílý král · b1 černý král · f1 bílý jezdec · h1 bílý dáma | d8 černý jezdec · c7 černý pěšec · g7 černý pěšec · e6 černý pěšec · f6 černý věž · g6 bílý střelec · a5 černý jezdec · c5 bílý pěšec · a4 černý pěšec · c4 černý pěšec · d4 bílý pěšec · f4 černý věž · g4 černý pěšec · e3 černý střelec · b2 černý pěšec · c2 bílý pěšec · e2 bílý jezdec · f2 černý pěšec · h2 bílý král · b1 černý král · f1 bílý jezdec · h1 bílý dáma | d8 černý jezdec · c7 černý pěšec · g7 černý pěšec · e6 černý pěšec · f6 černý věž · g6 bílý střelec · a5 černý jezdec · c5 bílý pěšec · a4 černý pěšec · c4 černý pěšec · d4 bílý pěšec · f4 černý věž · g4 černý pěšec · e3 černý střelec · b2 černý pěšec · c2 bílý pěšec · e2 bílý jezdec · f2 černý pěšec · h2 bílý král · b1 černý král · f1 bílý jezdec · h1 bílý dáma | d8 černý jezdec · c7 černý pěšec · g7 černý pěšec · e6 černý pěšec · f6 černý věž · g6 bílý střelec · a5 černý jezdec · c5 bílý pěšec · a4 černý pěšec · c4 černý pěšec · d4 bílý pěšec · f4 černý věž · g4 černý pěšec · e3 černý střelec · b2 černý pěšec · c2 bílý pěšec · e2 bílý jezdec · f2 černý pěšec · h2 bílý král · b1 černý král · f1 bílý jezdec · h1 bílý dáma | 5 |
| 4 | d8 černý jezdec · c7 černý pěšec · g7 černý pěšec · e6 černý pěšec · f6 černý věž · g6 bílý střelec · a5 černý jezdec · c5 bílý pěšec · a4 černý pěšec · c4 černý pěšec · d4 bílý pěšec · f4 černý věž · g4 černý pěšec · e3 černý střelec · b2 černý pěšec · c2 bílý pěšec · e2 bílý jezdec · f2 černý pěšec · h2 bílý král · b1 černý král · f1 bílý jezdec · h1 bílý dáma | d8 černý jezdec · c7 černý pěšec · g7 černý pěšec · e6 černý pěšec · f6 černý věž · g6 bílý střelec · a5 černý jezdec · c5 bílý pěšec · a4 černý pěšec · c4 černý pěšec · d4 bílý pěšec · f4 černý věž · g4 černý pěšec · e3 černý střelec · b2 černý pěšec · c2 bílý pěšec · e2 bílý jezdec · f2 černý pěšec · h2 bílý král · b1 černý král · f1 bílý jezdec · h1 bílý dáma | d8 černý jezdec · c7 černý pěšec · g7 černý pěšec · e6 černý pěšec · f6 černý věž · g6 bílý střelec · a5 černý jezdec · c5 bílý pěšec · a4 černý pěšec · c4 černý pěšec · d4 bílý pěšec · f4 černý věž · g4 černý pěšec · e3 černý střelec · b2 černý pěšec · c2 bílý pěšec · e2 bílý jezdec · f2 černý pěšec · h2 bílý král · b1 černý král · f1 bílý jezdec · h1 bílý dáma | d8 černý jezdec · c7 černý pěšec · g7 černý pěšec · e6 černý pěšec · f6 černý věž · g6 bílý střelec · a5 černý jezdec · c5 bílý pěšec · a4 černý pěšec · c4 černý pěšec · d4 bílý pěšec · f4 černý věž · g4 černý pěšec · e3 černý střelec · b2 černý pěšec · c2 bílý pěšec · e2 bílý jezdec · f2 černý pěšec · h2 bílý král · b1 černý král · f1 bílý jezdec · h1 bílý dáma | d8 černý jezdec · c7 černý pěšec · g7 černý pěšec · e6 černý pěšec · f6 černý věž · g6 bílý střelec · a5 černý jezdec · c5 bílý pěšec · a4 černý pěšec · c4 černý pěšec · d4 bílý pěšec · f4 černý věž · g4 černý pěšec · e3 černý střelec · b2 černý pěšec · c2 bílý pěšec · e2 bílý jezdec · f2 černý pěšec · h2 bílý král · b1 černý král · f1 bílý jezdec · h1 bílý dáma | d8 černý jezdec · c7 černý pěšec · g7 černý pěšec · e6 černý pěšec · f6 černý věž · g6 bílý střelec · a5 černý jezdec · c5 bílý pěšec · a4 černý pěšec · c4 černý pěšec · d4 bílý pěšec · f4 černý věž · g4 černý pěšec · e3 černý střelec · b2 černý pěšec · c2 bílý pěšec · e2 bílý jezdec · f2 černý pěšec · h2 bílý král · b1 černý král · f1 bílý jezdec · h1 bílý dáma | d8 černý jezdec · c7 černý pěšec · g7 černý pěšec · e6 černý pěšec · f6 černý věž · g6 bílý střelec · a5 černý jezdec · c5 bílý pěšec · a4 černý pěšec · c4 černý pěšec · d4 bílý pěšec · f4 černý věž · g4 černý pěšec · e3 černý střelec · b2 černý pěšec · c2 bílý pěšec · e2 bílý jezdec · f2 černý pěšec · h2 bílý král · b1 černý král · f1 bílý jezdec · h1 bílý dáma | d8 černý jezdec · c7 černý pěšec · g7 černý pěšec · e6 černý pěšec · f6 černý věž · g6 bílý střelec · a5 černý jezdec · c5 bílý pěšec · a4 černý pěšec · c4 černý pěšec · d4 bílý pěšec · f4 černý věž · g4 černý pěšec · e3 černý střelec · b2 černý pěšec · c2 bílý pěšec · e2 bílý jezdec · f2 černý pěšec · h2 bílý král · b1 černý král · f1 bílý jezdec · h1 bílý dáma | 4 |
| 3 | d8 černý jezdec · c7 černý pěšec · g7 černý pěšec · e6 černý pěšec · f6 černý věž · g6 bílý střelec · a5 černý jezdec · c5 bílý pěšec · a4 černý pěšec · c4 černý pěšec · d4 bílý pěšec · f4 černý věž · g4 černý pěšec · e3 černý střelec · b2 černý pěšec · c2 bílý pěšec · e2 bílý jezdec · f2 černý pěšec · h2 bílý král · b1 černý král · f1 bílý jezdec · h1 bílý dáma | d8 černý jezdec · c7 černý pěšec · g7 černý pěšec · e6 černý pěšec · f6 černý věž · g6 bílý střelec · a5 černý jezdec · c5 bílý pěšec · a4 černý pěšec · c4 černý pěšec · d4 bílý pěšec · f4 černý věž · g4 černý pěšec · e3 černý střelec · b2 černý pěšec · c2 bílý pěšec · e2 bílý jezdec · f2 černý pěšec · h2 bílý král · b1 černý král · f1 bílý jezdec · h1 bílý dáma | d8 černý jezdec · c7 černý pěšec · g7 černý pěšec · e6 černý pěšec · f6 černý věž · g6 bílý střelec · a5 černý jezdec · c5 bílý pěšec · a4 černý pěšec · c4 černý pěšec · d4 bílý pěšec · f4 černý věž · g4 černý pěšec · e3 černý střelec · b2 černý pěšec · c2 bílý pěšec · e2 bílý jezdec · f2 černý pěšec · h2 bílý král · b1 černý král · f1 bílý jezdec · h1 bílý dáma | d8 černý jezdec · c7 černý pěšec · g7 černý pěšec · e6 černý pěšec · f6 černý věž · g6 bílý střelec · a5 černý jezdec · c5 bílý pěšec · a4 černý pěšec · c4 černý pěšec · d4 bílý pěšec · f4 černý věž · g4 černý pěšec · e3 černý střelec · b2 černý pěšec · c2 bílý pěšec · e2 bílý jezdec · f2 černý pěšec · h2 bílý král · b1 černý král · f1 bílý jezdec · h1 bílý dáma | d8 černý jezdec · c7 černý pěšec · g7 černý pěšec · e6 černý pěšec · f6 černý věž · g6 bílý střelec · a5 černý jezdec · c5 bílý pěšec · a4 černý pěšec · c4 černý pěšec · d4 bílý pěšec · f4 černý věž · g4 černý pěšec · e3 černý střelec · b2 černý pěšec · c2 bílý pěšec · e2 bílý jezdec · f2 černý pěšec · h2 bílý král · b1 černý král · f1 bílý jezdec · h1 bílý dáma | d8 černý jezdec · c7 černý pěšec · g7 černý pěšec · e6 černý pěšec · f6 černý věž · g6 bílý střelec · a5 černý jezdec · c5 bílý pěšec · a4 černý pěšec · c4 černý pěšec · d4 bílý pěšec · f4 černý věž · g4 černý pěšec · e3 černý střelec · b2 černý pěšec · c2 bílý pěšec · e2 bílý jezdec · f2 černý pěšec · h2 bílý král · b1 černý král · f1 bílý jezdec · h1 bílý dáma | d8 černý jezdec · c7 černý pěšec · g7 černý pěšec · e6 černý pěšec · f6 černý věž · g6 bílý střelec · a5 černý jezdec · c5 bílý pěšec · a4 černý pěšec · c4 černý pěšec · d4 bílý pěšec · f4 černý věž · g4 černý pěšec · e3 černý střelec · b2 černý pěšec · c2 bílý pěšec · e2 bílý jezdec · f2 černý pěšec · h2 bílý král · b1 černý král · f1 bílý jezdec · h1 bílý dáma | d8 černý jezdec · c7 černý pěšec · g7 černý pěšec · e6 černý pěšec · f6 černý věž · g6 bílý střelec · a5 černý jezdec · c5 bílý pěšec · a4 černý pěšec · c4 černý pěšec · d4 bílý pěšec · f4 černý věž · g4 černý pěšec · e3 černý střelec · b2 černý pěšec · c2 bílý pěšec · e2 bílý jezdec · f2 černý pěšec · h2 bílý král · b1 černý král · f1 bílý jezdec · h1 bílý dáma | 3 |
| 2 | d8 černý jezdec · c7 černý pěšec · g7 černý pěšec · e6 černý pěšec · f6 černý věž · g6 bílý střelec · a5 černý jezdec · c5 bílý pěšec · a4 černý pěšec · c4 černý pěšec · d4 bílý pěšec · f4 černý věž · g4 černý pěšec · e3 černý střelec · b2 černý pěšec · c2 bílý pěšec · e2 bílý jezdec · f2 černý pěšec · h2 bílý král · b1 černý král · f1 bílý jezdec · h1 bílý dáma | d8 černý jezdec · c7 černý pěšec · g7 černý pěšec · e6 černý pěšec · f6 černý věž · g6 bílý střelec · a5 černý jezdec · c5 bílý pěšec · a4 černý pěšec · c4 černý pěšec · d4 bílý pěšec · f4 černý věž · g4 černý pěšec · e3 černý střelec · b2 černý pěšec · c2 bílý pěšec · e2 bílý jezdec · f2 černý pěšec · h2 bílý král · b1 černý král · f1 bílý jezdec · h1 bílý dáma | d8 černý jezdec · c7 černý pěšec · g7 černý pěšec · e6 černý pěšec · f6 černý věž · g6 bílý střelec · a5 černý jezdec · c5 bílý pěšec · a4 černý pěšec · c4 černý pěšec · d4 bílý pěšec · f4 černý věž · g4 černý pěšec · e3 černý střelec · b2 černý pěšec · c2 bílý pěšec · e2 bílý jezdec · f2 černý pěšec · h2 bílý král · b1 černý král · f1 bílý jezdec · h1 bílý dáma | d8 černý jezdec · c7 černý pěšec · g7 černý pěšec · e6 černý pěšec · f6 černý věž · g6 bílý střelec · a5 černý jezdec · c5 bílý pěšec · a4 černý pěšec · c4 černý pěšec · d4 bílý pěšec · f4 černý věž · g4 černý pěšec · e3 černý střelec · b2 černý pěšec · c2 bílý pěšec · e2 bílý jezdec · f2 černý pěšec · h2 bílý král · b1 černý král · f1 bílý jezdec · h1 bílý dáma | d8 černý jezdec · c7 černý pěšec · g7 černý pěšec · e6 černý pěšec · f6 černý věž · g6 bílý střelec · a5 černý jezdec · c5 bílý pěšec · a4 černý pěšec · c4 černý pěšec · d4 bílý pěšec · f4 černý věž · g4 černý pěšec · e3 černý střelec · b2 černý pěšec · c2 bílý pěšec · e2 bílý jezdec · f2 černý pěšec · h2 bílý král · b1 černý král · f1 bílý jezdec · h1 bílý dáma | d8 černý jezdec · c7 černý pěšec · g7 černý pěšec · e6 černý pěšec · f6 černý věž · g6 bílý střelec · a5 černý jezdec · c5 bílý pěšec · a4 černý pěšec · c4 černý pěšec · d4 bílý pěšec · f4 černý věž · g4 černý pěšec · e3 černý střelec · b2 černý pěšec · c2 bílý pěšec · e2 bílý jezdec · f2 černý pěšec · h2 bílý král · b1 černý král · f1 bílý jezdec · h1 bílý dáma | d8 černý jezdec · c7 černý pěšec · g7 černý pěšec · e6 černý pěšec · f6 černý věž · g6 bílý střelec · a5 černý jezdec · c5 bílý pěšec · a4 černý pěšec · c4 černý pěšec · d4 bílý pěšec · f4 černý věž · g4 černý pěšec · e3 černý střelec · b2 černý pěšec · c2 bílý pěšec · e2 bílý jezdec · f2 černý pěšec · h2 bílý král · b1 černý král · f1 bílý jezdec · h1 bílý dáma | d8 černý jezdec · c7 černý pěšec · g7 černý pěšec · e6 černý pěšec · f6 černý věž · g6 bílý střelec · a5 černý jezdec · c5 bílý pěšec · a4 černý pěšec · c4 černý pěšec · d4 bílý pěšec · f4 černý věž · g4 černý pěšec · e3 černý střelec · b2 černý pěšec · c2 bílý pěšec · e2 bílý jezdec · f2 černý pěšec · h2 bílý král · b1 černý král · f1 bílý jezdec · h1 bílý dáma | 2 |
| 1 | d8 černý jezdec · c7 černý pěšec · g7 černý pěšec · e6 černý pěšec · f6 černý věž · g6 bílý střelec · a5 černý jezdec · c5 bílý pěšec · a4 černý pěšec · c4 černý pěšec · d4 bílý pěšec · f4 černý věž · g4 černý pěšec · e3 černý střelec · b2 černý pěšec · c2 bílý pěšec · e2 bílý jezdec · f2 černý pěšec · h2 bílý král · b1 černý král · f1 bílý jezdec · h1 bílý dáma | d8 černý jezdec · c7 černý pěšec · g7 černý pěšec · e6 černý pěšec · f6 černý věž · g6 bílý střelec · a5 černý jezdec · c5 bílý pěšec · a4 černý pěšec · c4 černý pěšec · d4 bílý pěšec · f4 černý věž · g4 černý pěšec · e3 černý střelec · b2 černý pěšec · c2 bílý pěšec · e2 bílý jezdec · f2 černý pěšec · h2 bílý král · b1 černý král · f1 bílý jezdec · h1 bílý dáma | d8 černý jezdec · c7 černý pěšec · g7 černý pěšec · e6 černý pěšec · f6 černý věž · g6 bílý střelec · a5 černý jezdec · c5 bílý pěšec · a4 černý pěšec · c4 černý pěšec · d4 bílý pěšec · f4 černý věž · g4 černý pěšec · e3 černý střelec · b2 černý pěšec · c2 bílý pěšec · e2 bílý jezdec · f2 černý pěšec · h2 bílý král · b1 černý král · f1 bílý jezdec · h1 bílý dáma | d8 černý jezdec · c7 černý pěšec · g7 černý pěšec · e6 černý pěšec · f6 černý věž · g6 bílý střelec · a5 černý jezdec · c5 bílý pěšec · a4 černý pěšec · c4 černý pěšec · d4 bílý pěšec · f4 černý věž · g4 černý pěšec · e3 černý střelec · b2 černý pěšec · c2 bílý pěšec · e2 bílý jezdec · f2 černý pěšec · h2 bílý král · b1 černý král · f1 bílý jezdec · h1 bílý dáma | d8 černý jezdec · c7 černý pěšec · g7 černý pěšec · e6 černý pěšec · f6 černý věž · g6 bílý střelec · a5 černý jezdec · c5 bílý pěšec · a4 černý pěšec · c4 černý pěšec · d4 bílý pěšec · f4 černý věž · g4 černý pěšec · e3 černý střelec · b2 černý pěšec · c2 bílý pěšec · e2 bílý jezdec · f2 černý pěšec · h2 bílý král · b1 černý král · f1 bílý jezdec · h1 bílý dáma | d8 černý jezdec · c7 černý pěšec · g7 černý pěšec · e6 černý pěšec · f6 černý věž · g6 bílý střelec · a5 černý jezdec · c5 bílý pěšec · a4 černý pěšec · c4 černý pěšec · d4 bílý pěšec · f4 černý věž · g4 černý pěšec · e3 černý střelec · b2 černý pěšec · c2 bílý pěšec · e2 bílý jezdec · f2 černý pěšec · h2 bílý král · b1 černý král · f1 bílý jezdec · h1 bílý dáma | d8 černý jezdec · c7 černý pěšec · g7 černý pěšec · e6 černý pěšec · f6 černý věž · g6 bílý střelec · a5 černý jezdec · c5 bílý pěšec · a4 černý pěšec · c4 černý pěšec · d4 bílý pěšec · f4 černý věž · g4 černý pěšec · e3 černý střelec · b2 černý pěšec · c2 bílý pěšec · e2 bílý jezdec · f2 černý pěšec · h2 bílý král · b1 černý král · f1 bílý jezdec · h1 bílý dáma | d8 černý jezdec · c7 černý pěšec · g7 černý pěšec · e6 černý pěšec · f6 černý věž · g6 bílý střelec · a5 černý jezdec · c5 bílý pěšec · a4 černý pěšec · c4 černý pěšec · d4 bílý pěšec · f4 černý věž · g4 černý pěšec · e3 černý střelec · b2 černý pěšec · c2 bílý pěšec · e2 bílý jezdec · f2 černý pěšec · h2 bílý král · b1 černý král · f1 bílý jezdec · h1 bílý dáma | 1 |
|   | a | b | c | d | e | f | g | h |   |

Nejslavnější šachovou studií Petrova je nepochybně Napoleonův útěk z Moskvy do Paříže. Viz diagram 2.
Pole a1 zobrazuje Moskvu, h8 Paříž, černý král Napoleona, bílí jezdci ruskou kavalerii, diagonála h1 – a8 řeku Berezinu, bílý král cara Alexandra I.
Řešení: 1. Jd2+ Ka2 2. Jc3+ Ka3 3. Jdb1+ Kb4 4. Ja2+ Kb5 5. Jbc3+ Ka6, zde ve shodě s historií mohl být Napoleon při přepravě přes řeku Berezinu zajat (6. Da8 mat), ale ruská vojska tuto možnost nevyužila, 6. Jb4+ Ka7 7. Jb5 Kb8 8. Ja6+ Kc8 9. Ja7+ Kd7 10. Jb8+ Ke7 11. Jc8+ Kf8 12. Jd7+ Kg8 13. Je7+ Kh8 14. Kg2 mat (car odkryl svou dámu pro mat v Paříži)